# گرگان (دلیجان)
الگو:جعبه اطلاعات گرگون ایران
گرگون (دلیجان)، روستایی از توابع بخش مرکزی شهرستان دلیجان در استان مرکزی ایران است.

## جمعیت
این روستا در دهستان دودهک قرار دارد و براساس سرشماری مرکز آمار ایران در سال ۱۳۸۵، جمعیت آن ۱۳ نفر (۷خانوار) بوده‌است.